# 新潟市立葛塚小学校
新潟市立葛塚小学校（にいがたしりつ くずつかしょうがっこう）は、新潟県新潟市北区川西に所在する市立小学校。

## 沿革

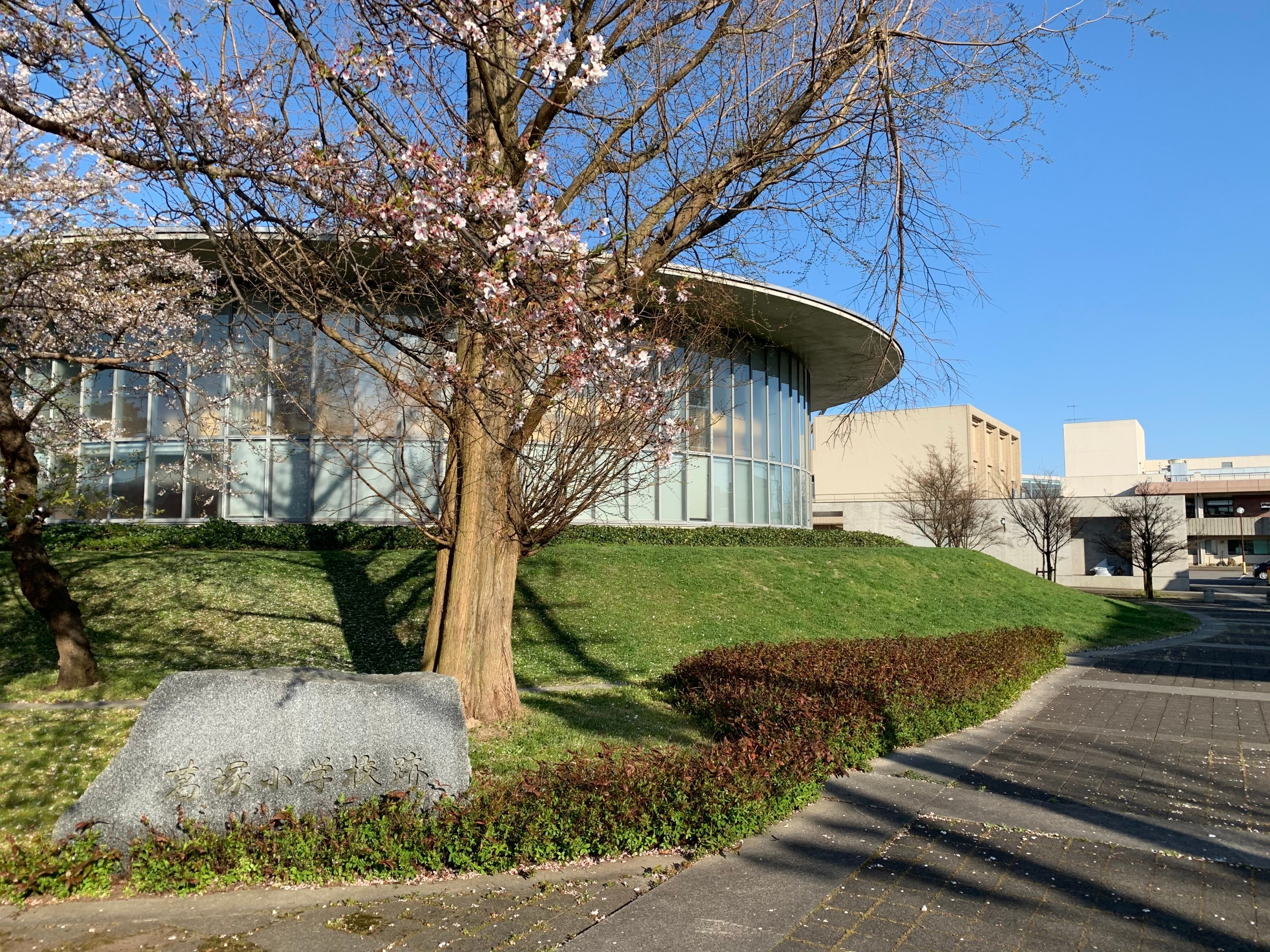
豊栄図書館前にある「葛塚小学校跡」の碑。児童数増加による東西分離・移転が完了するまではここに1923年・1938年建築の校舎があった。

- 1873年（明治6年）1月13日 - 学校創立、新潟県第22大区小八区葛塚校と称す[1]。
- 1908年（明治41年）6月19日 - 北蒲原郡葛塚町葛塚尋常小学校と改称[1]。
- 1939年（昭和14年）12月28日 - 北蒲原郡葛塚町嘉山尋常小学校と統合し、校舎増築[1]。
- 1947年（昭和22年）4月1日 - 北蒲原郡葛塚町立葛塚小学校と改称[1]。
- 1961年（昭和36年）3月25日 -  校歌制定[1]。
- 1976年（昭和51年）4月1日 - 豊栄市立葛塚東小学校と学校分離[1]。
- 1983年（昭和58年）4月1日 - 豊栄市立上土地亀小学校と統合、現校舎へ移転[1][4]。
- 2005年（平成17年）3月21日 - 新潟市との合併により、学校名を新潟市立葛塚小学校と改称[1]。
- 2006年（平成18年）4月1日 - 「学校2学期制」を施行[1]。
- 2024年（令和6年）4月1日 - 新潟市立豊栄南小学校を統合[5]。

## 通学区域
#外部リンクを参照。

### 進学先中学校
- 新潟市立光晴中学校

## 交通
- JR白新線 豊栄駅より徒歩20分